# Kwedi Mayimputu
Kwedi (Kuedi) Mayimputu, alias Dialo, est un comédien, metteur en scène, auteur, dramaturge et ancien directeur artistique du groupe Salongo à la Radio-Télévision nationale congolaise, décédé le 30 août 2022 à Kinshasa,,,,,.

## Parcours
Surnommé « Caméléon de la scène » en raison de sa polyvalence et flexibilité aux rôles à interpréter, il travaille depuis près de 40 ans en tant que fonctionnaire à la RTNC et directeur artistique au sein du groupe Salongo, le groupe issu de cette même chaine nationale, où il passe toute sa carrière jusqu'à sa mort,,,,,.
Capable de parler plusieurs langues (l'allemand, le français, l'anglais, ainsi que les langues nationales congolaises), il marque les esprits dans les grandes pièces, notamment Mwana Nsusu, où il joue le rôle d'un Ouest-africain appelé « Papa Ndingari », Dialo durant laquelle il interprète le personnage d'un domestique ouest-africain (où il prend l'alias Dialo), et tant d'autres,.
Il participe plusieurs fois aux festivals de cinéma et de théâtre, tant dans le continent Africain qu'en dehors, entre le Burkina Faso et le Pays-Bas,.

## Décès
Kwedi Mayimputu décède mardi 30 aout 2022 à Kinshasa à l'hôpital HJ, à la suite d'un accident cardio-vasculaire. La cérémonie funéraire se passe le 14 septembre 2022 à l'enceinte de la Radio-Télévision nationale congolaise en présence de plusieurs notables et acteurs culturels du pays. Outre ceux de son domaine, sont venus lui rendre hommage le président Tshisekedi, plusieurs ministres et d'autres personnalités politiques.